# Danh sách chuyến thăm quốc tế của Nguyễn Phú Trọng

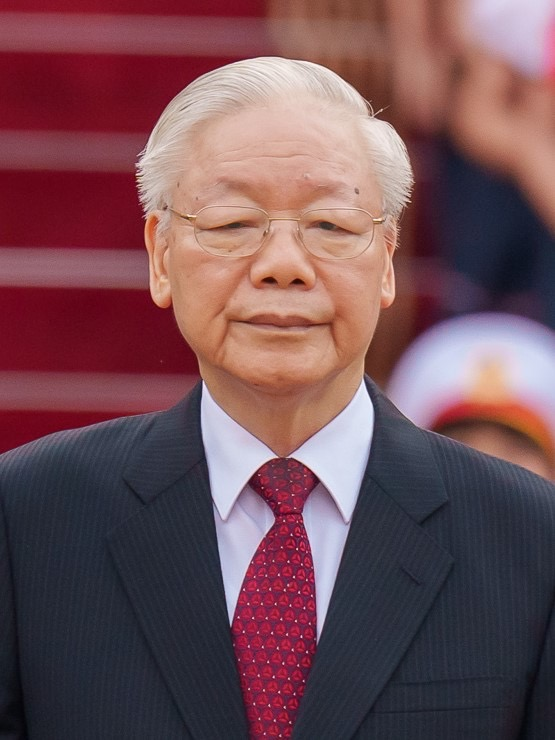
Nguyễn Phú Trọng năm 2023.

Sau khi nhậm chức Chủ tịch Quốc hội Việt Nam vào ngày 26 tháng 6 năm 2006, Nguyễn Phú Trọng trở thành một trong Tứ trụ của hệ thống chính trị Việt Nam và thực hiện nhiều chuyến thăm quốc tế. Đến ngày 19 tháng 1 năm 2011, khi vẫn đang giữ cương vị Chủ tịch Quốc hội, ông Trọng được bầu làm Tổng Bí thư Ban Chấp hành Trung ương Đảng Cộng sản Việt Nam. Sau đó, khi Chủ tịch nước Trần Đại Quang đột ngột qua đời, ông kiêm nhiệm thêm chức vụ Chủ tịch nước cho đến ngày 5 tháng 4 năm 2021 và tiếp tục thực hiện các chuyến thăm ngoại giao trong cả hai vai trò này.
Kể từ lúc nhậm chức Tổng Bí thư, Nguyễn Phú Trọng đã đẩy mạnh chính sách đối ngoại theo đường lối "ngoại giao cây tre". Trong nhiệm kỳ của mình, ông thực hiện nhiều chuyến thăm quốc tế theo lời mời của các nguyên thủ quốc gia lẫn người đứng đầu chính phủ từ nhiều quốc gia trên thế giới. Đặc biệt, ông đã có các cuộc gặp với lãnh đạo của toàn bộ năm nước thành viên thường trực Hội đồng Bảo an Liên Hợp Quốc bao gồm Vương quốc Liên hiệp Anh và Bắc Ireland (2013), Trung Quốc (2011, 2015, 2017, 2022), Pháp (2018), Nga (2014, 2018) và Hoa Kỳ (2015). Tổng cộng, trong suốt thời gian giữ chức Tổng Bí thư, ông đã thực hiện ít nhất 30 chuyến công du quốc tế.

## Diễn biến

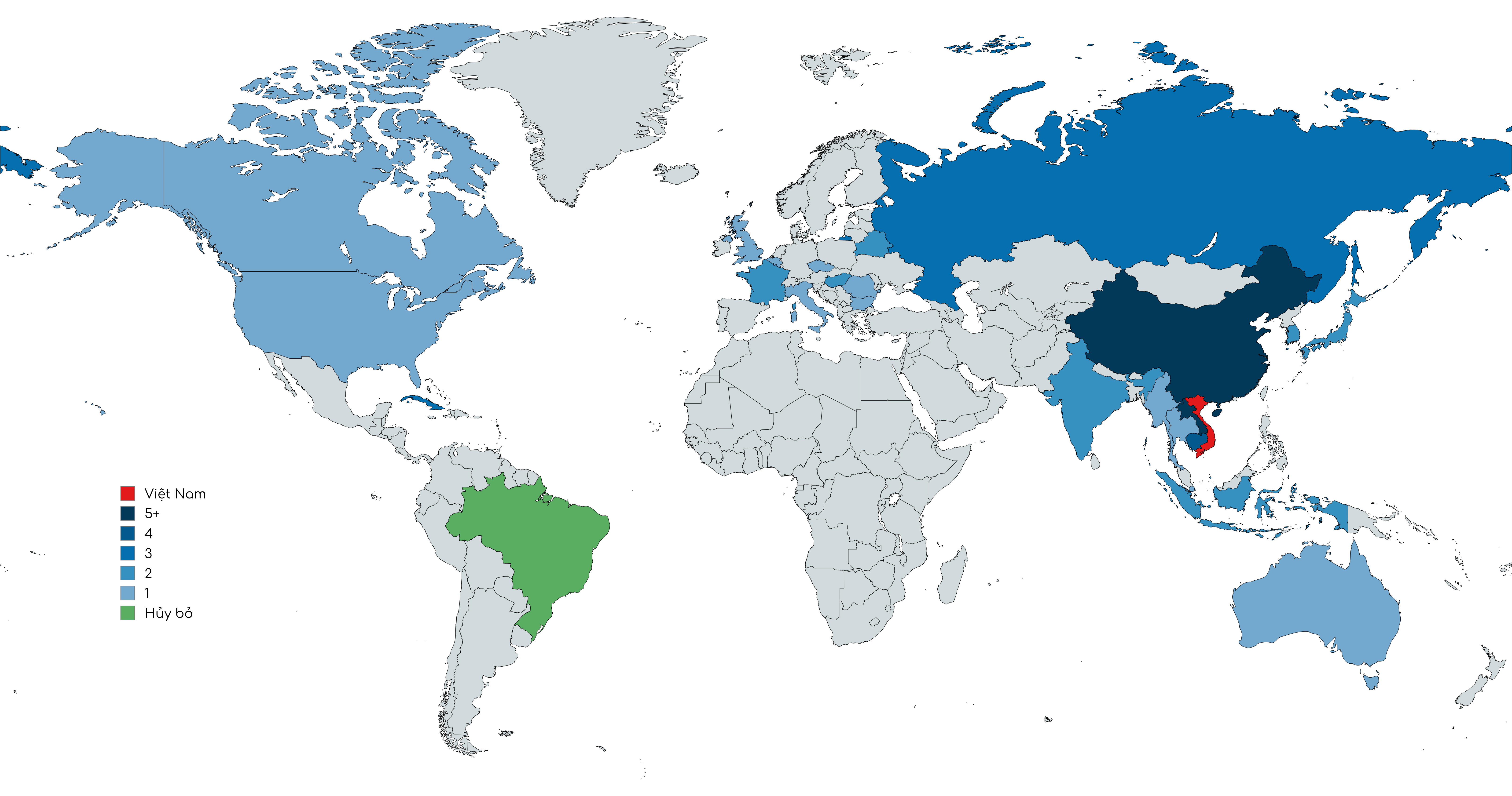
Danh sách chuyến thăm quốc tế của Nguyễn Phú Trọng.

Sau khi nhậm chức Chủ tịch Quốc hội Việt Nam, một chức vụ thuộc Tứ trụ trong hệ thống chính trị Việt Nam vào ngày 26 tháng 6 năm 2006, Nguyễn Phú Trọng đã bắt đầu thực hiện nhiều chuyến thăm quốc tế với các nước trong khu vực và trên thế giới. Trong suốt nhiệm kỳ Chủ tịch Quốc hội, ông đã thực hiện ít nhất 18 chuyến công du, trong đó có hai chuyến thăm không mang tính chất thăm cấp nhà nước mà là tham dự các hội nghị trong khu vực. Đến ngày 19 tháng 1 năm 2011, ông chính thức trở thành Tổng Bí thư Đảng Cộng sản Việt Nam, từ đó các chuyến thăm của ông được thực hiện với tư cách người đứng đầu Đảng Cộng sản Việt Nam cho đến khi qua đời. Từ ngày 23 tháng 10 năm 2018 đến ngày 5 tháng 4 năm 2021, ông Trọng còn kiêm nhiệm thêm chức vụ Chủ tịch nước Việt Nam sau khi Trần Đại Quang đột ngột qua đời. Trong suốt thời gian giữ chức Tổng Bí thư, bao gồm cả giai đoạn kiêm nhiệm Chủ tịch nước, ông đã thực hiện ít nhất 30 chuyến thăm quốc tế. Đồng thời, ông cũng tích cực thúc đẩy đường lối đối ngoại mang tên "ngoại giao cây tre".
Trong thời gian giữ cương vị người đứng đầu Đảng, Nguyễn Phú Trọng đã góp phần giúp Việt Nam duy trì dòng vốn đầu tư nước ngoài – một yếu tố quan trọng đối với tăng trưởng kinh tế, ổn định xã hội và củng cố quan hệ đối tác với nhiều cường quốc như Trung Quốc, Nga, Hoa Kỳ, Anh, Liên minh châu Âu, Nhật Bản, Hàn Quốc, Ấn Độ và Úc. Vận dụng linh hoạt chính sách "ngoại giao cây tre", ông Trọng trở thành lãnh đạo cộng sản Việt Nam đầu tiên hội đàm với Tổng thống Hoa Kỳ tại Phòng Bầu dục khi gặp gỡ Barack Obama vào năm 2015. Ngay sau đó, vào tháng 5 năm 2016, Obama cũng có chuyến thăm chính thức tới Việt Nam. Theo truyền thông Việt Nam, việc Nguyễn Phú Trọng được tiếp đón bởi những lãnh đạo cấp cao của Hoa Kỳ cho thấy sự "tôn trọng" của Washington đối với thể chế chính trị và vai trò lãnh đạo của Đảng Cộng sản Việt Nam. Song, chuyến thăm ấy cũng gây tranh cãi khi chính quyền Obama vấp phải nhiều ý kiến chỉ trích cho rằng họ đang dung túng cho người đứng đầu "một hệ thống độc đảng độc đoán" và phải chịu trách nhiệm cho tình hình nhân quyền ở Việt Nam.
Năm 2015, trên cương vị Tổng Bí thư, ông Trọng có chuyến thăm Nhật Bản sau khi hai nước nâng cấp mối quan hệ lên mức Đối tác Chiến lược sâu rộng, cùng với Tuyên bố chung giữa ông và Thủ tướng Abe Shinzo. Khoảng 8 năm sau, cũng dưới thời Nguyễn Phú Trọng, hai nước tiếp tục nâng cấp quan hệ lên Đối tác Chiến lược Toàn diện. Đối với Vương quốc Anh, ông Trọng trở thành Tổng Bí thư Đảng Cộng sản Việt Nam đầu tiên đến thăm quốc gia này, nhân dịp hai nước kỷ niệm 40 năm thiết lập quan hệ ngoại giao và sau khi nâng cấp lên Đối tác Chiến lược. Tương tự, ông cũng đã có bốn chuyến thăm Trung Quốc lần lượt vào các năm 2011, 2015, 2017 và 2022. Đặc biệt, trong chuyến thăm năm 2022, ông Trọng đã được Tổng Bí thư Đảng Cộng sản Trung Quốc, Chủ tịch nước Trung Quốc Tập Cận Bình trao tặng Huân chương Hữu nghị và Huân chương Đối ngoại. Trước đó, vào năm 2013, ông Trọng có kế hoạch thăm Cuba và Brazil trong khuôn khổ chuyến công du khu vực Mỹ Latinh. Tuy vậy, chuyến thăm Brazil của ông đã bị hủy bỏ do "khó khăn đột xuất của phía Brazil". Theo BBC News, khó khăn trên được cho là vì Tổng thống Dilma Rousseff phải điều chỉnh lịch trình để tham dự Hội nghị Thượng đỉnh châu Mỹ.
Mặc dù là người đứng đầu Đảng, nhưng dựa vào thể chế chính trị ở Việt Nam, nhiều quốc gia – dù có hệ thống chính trị khác biệt – dường như đã thừa nhận vai trò "nguyên thủ trên thực tế" của Tổng Bí thư Đảng Cộng sản Việt Nam trong quan hệ quốc tế. Theo báo Quân đội nhân dân, thông qua các chuyến thăm ngoại giao, ông Trọng đã góp phần thúc đẩy quan hệ ngoại giao giữa Việt Nam và nhiều nước khác, cũng như đóng vai trò quan trọng trong việc duy trì hòa bình, ổn định, tạo điều kiện cho đất nước phát triển và hội nhập quốc tế. Ngoài ra, các chuyến công du của ông cũng được cho là đã góp phần quảng bá hình ảnh và nâng tầm vị thế của Việt Nam trên trường quốc tế. Theo The Conversation, một trang nghiên cứu phi lợi nhuận, chính sách ngoại giao mà ông Trọng áp dụng đã thành công qua việc chỉ trong vòng vài tháng, Việt Nam đã lần lượt đón tiếp Joe Biden, Tập Cận Bình và Vladimir Putin – một điều mà trang này nhận định "không quốc gia nào khác" làm được.

## Danh sách
Chú thích
     Không phải chuyến thăm cấp nhà nước

### Chủ tịch Quốc hội
| # | Năm  | Ngày                 | Quốc gia   | Địa điểm         | Mô tả |
| - | ---- | -------------------- | ---------- | ---------------- | --- |
| 1 | 2007 | 9–15 tháng 4         | Trung Quốc | Quảng Tây        | Trong chuyến thăm, Nguyễn Phú Trọng đã có cuộc hội đàm với Chủ tịch Quốc hội Trung Quốc Ngô Bang Quốc, cam kết thúc đẩy phương châm 16 chữ vàng và 4 tốt trong quan hệ hai nước, đồng thời triển khai thực hiện dự án khai thác bô xít ở Tây Nguyên. Đây cũng là chuyến thăm đầu tiên và duy nhất của ông tới Trung Quốc trên cương vị Chủ tịch Quốc hội. Trước đó, ông đã từng đến nước này vào các năm 1992, 1997, 2001 và 2003. |
| 2 | 2007 | 23–25 tháng 4        | Lào        | Viêng Chăn       | Chuyến thăm được thực hiện nhằm củng cố quan hệ hợp tác truyền thống giữa Việt Nam và hai nước láng giềng, đồng thời nhấn mạnh cam kết nâng cao hiệu quả và tính thiết thực trong hợp tác khu vực. Tháp tùng đoàn Việt Nam trong chuyến thăm có phu nhân Chủ tịch Quốc hội, Ủy viên Ủy ban Thường vụ Quốc hội, Văn phòng Quốc hội cùng trưởng đoàn Đại biểu Quốc hội các tỉnh có đường biên giới với Lào và Campuchia. |
| 2 | 2007 | 25–28 tháng 4        | Campuchia  | Phnôm Pênh       | Chuyến thăm được thực hiện nhằm củng cố quan hệ hợp tác truyền thống giữa Việt Nam và hai nước láng giềng, đồng thời nhấn mạnh cam kết nâng cao hiệu quả và tính thiết thực trong hợp tác khu vực. Tháp tùng đoàn Việt Nam trong chuyến thăm có phu nhân Chủ tịch Quốc hội, Ủy viên Ủy ban Thường vụ Quốc hội, Văn phòng Quốc hội cùng trưởng đoàn Đại biểu Quốc hội các tỉnh có đường biên giới với Lào và Campuchia. |
| 3 | 2008 | 9–15 tháng 3         | Úc         | Tây Úc, Canberra | Trong chuyến thăm, ông Trọng đã có cuộc hội đàm với Chủ tịch Hạ viện Harry Jenkins và Chủ tịch Thượng viện Alan Ferguson. Đây cũng là chuyến thăm đầu tiên của ông tới Úc trên cương vị Chủ tịch Quốc hội. Ông đã đến thăm Đại học Tây Úc và có buổi gặp gỡ với Phó Thủ hiến bang Tây Úc. |
| 3 | 2008 | 16–20 tháng 3        | Nhật Bản   | Tokyo            | Trong chuyến thăm hữu nghị tới Nhật Bản theo lời mời của Chủ tịch Hạ viện Kōno Yōhei, Nguyễn Phú Trọng đã tiếp kiến Nhật hoàng Akihito và Thượng Hoàng hậu Michiko. Tại đây, ông cũng gặp gỡ Chủ tịch Đảng Cộng sản Nhật Bản Kazuo Shii và một số tập đoàn kinh tế Nhật Bản. Ngoài ra, trong những cuộc trao đổi với đại diện Đảng Dân chủ Tự do, hai bên đã thảo luận về việc thúc đẩy sự tham gia của Chính phủ Nhật Bản vào các dự án trọng điểm tại Việt Nam bao gồm Dự án Đường sắt cao tốc Bắc Nam, Dự án Đường cao tốc Bắc – Nam, v.v.. |
| 3 | 2008 | 20–24 tháng 3        | Hàn Quốc   | Seoul            | Trong cuộc hội đàm giữa hai nước, Chủ tịch Quốc hội Hàn Quốc Lim Chae Jung nhấn mạnh sự cần thiết của việc tăng cường hợp tác giữa Việt Nam và Hàn Quốc vì lợi ích của nhân dân hai nước, đồng thời cam kết thực hiện các thỏa thuận đã đạt được. Nhân dịp này, Chủ tịch Quốc hội Nguyễn Phú Trọng đã gửi lời mời Chủ tịch Quốc hội Hàn Quốc đến thăm Việt Nam. |
| 4 | 2008 | 15–17 tháng 6        | Hungary    | Budapest         | Chuyến thăm diễn ra trong bối cảnh hai nước kỷ niệm 60 năm thiết lập quan hệ ngoại giao giữa hai nước kéo dài từ ngày 15 đến ngày 17 tháng 6. Tại đây, Nguyễn Phú Trọng đã có cuộc hội kiến với Tổng thống László Sólyom và Chủ tịch Quốc hội Katalin Szili. |
| 4 | 2008 | 17–20 tháng 6        | Romania    | Bucharest        | Chuyến thăm của ông Trọng tới Romania từ ngày 17 đến ngày 20 được thực hiện theo lời mời của Chủ tịch Hạ viện Romania Bogdan Olteanu. Tại đây, ông đã có cuộc hội kiến với Tổng thống Traian Băsescu và Thủ tướng Romania Călin Popescu-Tăriceanu. Nhân dịp này, Popescu-Tăriceanu cũng gửi lời chia buồn với phía Việt Nam sau sự ra đi của nguyên Thủ tướng Võ Văn Kiệt. |
| 4 | 2008 | 20–24 tháng 6        | Bulgaria   | Sofia            | Chuyến thăm diễn ra theo lời mời của Chủ tịch Quốc hội Bulgaria Georgi Pirinski. Trong khuôn khổ chuyến thăm, đoàn đại biểu cấp cao tháp tùng ông Trọng đã đến thăm một số cơ sở kinh tế và văn hóa tại Veliko Tarnovo. |
| 4 | 2008 | 24–26 tháng 6        | Pháp       | Paris            | Chuyến thăm Pháp của ông Trọng kéo dài từ ngày 24 đến 26 tháng 6, theo lời mời của Chủ tịch Thượng viện Pháp Christian Poncelet. |
| 5 | 2009 | 11–15 tháng 1        | Lào        | Viêng Chăn       | Chuyến thăm được thực hiện trong bối cảnh tham dự Diễn đàn Nghị viện Châu Á – Thái Bình Dương lần thứ 17 (APPF–17) ở Lào, theo lời mời của Chủ tịch Quốc hội Lào kiêm Chủ tịch APPF–17 Thongsing Thammavong. |
| 6 | 2009 | 22–26 tháng 4        | Nga        | Moskva           | Trong chuyến thăm hữu nghị chính thức Liên bang Nga, Chủ tịch Quốc hội Nguyễn Phú Trọng nhấn mạnh tầm quan trọng của việc giữ gìn truyền thống dân tộc và tích cực đóng góp vào sự phát triển của nước sở tại. Trong cuộc gặp gỡ, Chủ tịch Duma Vyacheslav Volodin đã đề xuất thành lập một Ủy ban liên nghị viện cấp cao với Việt Nam. |
| 6 | 2009 | 26–30 tháng 4        | Séc        | Praha            | Trong chuyến thăm chính thức Cộng hòa Séc, Nguyễn Phú Trọng đã hội đàm với Chủ tịch Hạ viện Miroslav Vlcek, ký kết thỏa thuận hợp tác lập pháp và bày tỏ sự hài lòng về quan hệ song phương. Hai bên cũng thảo luận về việc giải quyết vấn đề cấp thẻ xanh cho lao động Việt Nam tại Séc. |
| 6 | 2009 | 26–30 tháng 4        | Belarus    | Minsk            | Trong chuyến thăm chính thức Belarus, ông Trọng đã gặp Tổng thống Alexander Lukashenko và Thủ tướng Sergei Sidorsky, nhấn mạnh sự phát triển của mối quan hệ truyền thống tốt đẹp giữa hai nước và cam kết thúc đẩy hợp tác trong các lĩnh vực kinh tế, thương mại và đầu tư. |
| 7 | 2010 | 23–28 tháng 2        | Ấn Độ      | Delhi            | Chuyến thăm đầu tiên của Nguyễn Phú Trọng tới Ấn Độ trên cương vị Chủ tịch Quốc hội. Tại đây, ông đã gặp gỡ và trao đổi về quan hệ song phương với Chủ tịch Hạ viện Meira Kumar. |
| 7 | 2010 | 28 tháng 2–1 tháng 3 | Indonesia  | Jakarta          | Trong khuôn khổ chuyến thăm, ông Trọng đã có cuộc gặp với Tổng thống Indonesia Susilo Bambang Yudhoyono và Chủ tịch Hạ viện Maraduki Al. Trong chuyến thăm, ông Trọng đã nhấn mạnh vai trò quan trọng của Phái đoàn đại diện thường trực Việt Nam tại ASEAN trong việc đảm bảo thành công vai trò Chủ tịch ASEAN của Việt Nam trong năm 2010, đồng thời thúc đẩy mối quan hệ hữu nghị giữa hai nước. |
| 8 | 2010 | 2–4 tháng 9          | Canada     | Ottawa           | Nguyễn Phú Trọng sang Canada theo lời mời của Chủ tịch Thượng viện Canada Noël Kinsella để tham dự Hội nghị Chủ tịch Quốc hội các nước G20 tại Ottawa. Trong khuôn khổ hội nghị, truyền thông Việt Nam cũng đưa tin về mong muốn thúc đẩy quan hệ song phương với Canada. |
| 8 | 2010 | 6–7 tháng 9          | Cuba       | La Habana        | Chuyến thăm chủ yếu tập trung vào cuộc gặp giữa ông Trọng và Chủ tịch Quốc hội Riacrdo Alarcón. Chuyên cơ của ông khởi hành từ sân bay quốc tế José Martí. Đây là chuyến thăm đầu tiên của ông Trọng tới Cuba trên cương vị Tổng Bí thư, diễn ra đúng vào dịp kỷ niệm 65 năm Quốc khánh Việt Nam và 50 năm thiết lập quan hệ ngoại giao giữa hai nước. |

### Tổng Bí thư Đảng Cộng sản Việt Nam
| #  | Năm  | Ngày                   | Quốc gia                                | Địa điểm                | Mô tả |
| -- | ---- | ---------------------- | --------------------------------------- | ----------------------- | --- |
| 1  | 2011 | 20–21 tháng 6          | Lào                                     | Viêng Chăn, Savannakhet | Trong chuyến thăm, Nguyễn Phú Trọng đã có cuộc gặp với Tổng Bí thư, Chủ tịch nước Lào Choummaly Sayasone. Tại đây, đồng thời ông cũng cam kết phía Việt Nam sẽ ủng hộ và hỗ trợ cho Lào gia nhập vào Tổ chức Thương mại Thế giới và đăng cai Hội nghị thượng đỉnh Á - Âu năm 2012. |
| 2  | 2011 | 11–15 tháng 10         | Trung Quốc                              | Bắc Kinh, Quảng Đông    | Nguyễn Phú Trọng đã có cuộc gặp với Tổng Bí thư, Chủ tịch nước Trung Quốc Hồ Cẩm Đào. Chuyến thăm diễn ra nhân dịp kỷ niệm 20 năm bình thường hóa quan hệ giữa Việt Nam và Trung Quốc, theo phương châm "16 chữ vàng" và tinh thần "4 tốt". Ông Hồ nhấn mạnh tầm quan trọng của việc củng cố mối quan hệ song phương, và ông Trọng đã bày tỏ sự đồng tình với các đề xuất được đưa ra. Hai bên cũng thảo luận về các vấn đề trên biển, nhấn mạnh sự cần thiết của việc duy trì đối thoại và hợp tác nhằm giải quyết các bất đồng một cách hòa bình, không để chúng ảnh hưởng đến quan hệ giữa hai đảng, hai nước. |
| 3  | 2011 | 6–8 tháng 12           | Campuchia                               | Phnôm Pênh, Siem Reap   | Chuyến thăm diễn ra sau lời mời của Quốc vương Norodom Sihamoni. Tại đây, ông Trọng đã có các cuộc gặp gỡ với Thái Thượng hoàng Norodom Sihanouk, Hoàng Thái hậu Norodom Moninaeth, Thủ tướng Hun Sen và Chủ tịch Thượng viện Campuchia Chea Sim. Nhân dịp này, Việt Nam cũng hỗ trợ 100 máy vi tính cho các trường học và trung tâm giáo dục ở Campuchia. |
| 4  | 2012 | 12–14 tháng 9          | Singapore                               | Singapore               | Nguyễn Phú Trọng có cuộc gặp với Thủ tướng Lý Hiển Long và hội kiến Tổng thống Trần Khánh Viêm. Đồng thời, hai nước cũng nhất trí nâng cấp lên mối quan hệ Đối tác Chiến lược vào năm 2013 khi kỷ niệm 40 năm quan hệ ngoại giao cùng 3 văn kiện hợp tác khác. |
| 5  | 2013 | 17–20 tháng 1          | Bỉ                                      | Bruxelles               | Chuyến thăm đánh dấu 40 năm thiết lập quan hệ ngoại giao giữa Việt Nam và Bỉ theo lời mời từ Thủ tướng Elio Di Rupo. Tại đây, Nguyễn Phú Trọng đã có cuộc gặp với Quốc vương Philippe của Bỉ và Thủ tướng Bỉ Elio Di Rupo. Theo Trưởng ban Đối ngoại Trung ương Đảng Cộng sản Việt Nam Hoàng Bình Quân, chuyến thăm này đã tạo "dấu mốc" và "động lực" cho quan hệ hợp tác giữa hai nước. |
| 5  | 2013 | 20–22 tháng 1          | Ý                                       | Roma                    | Trong chuyến thăm, Nguyễn Phú Trọng đã có cuộc gặp với với Tổng thống Giorgio Napolitano và Tổng Bí thư Đảng Cộng sản Tái lập Ý Paolo Ferrero. Sau chuyến thăm, hai nước chính thức nâng cấp quan hệ lên đối tác chiến lược. |
| 5  | 2013 | 22 tháng 1             | Vatican                                 | Thành Vatican           | Đây là lần đầu tiên một Tổng Bí thư Đảng Cộng sản Việt Nam gặp Đức Giáo hoàng (Biển Đức XVI) tại Vatican. Đồng thời, ông Trọng cũng trở thành lãnh đạo cấp cao thứ ba của Việt Nam được tiếp kiến tại Vatican. Theo Phòng Báo chí Tòa Thánh, Vatican bày tỏ mong muốn Việt Nam sớm giải quyết "một số tình trạng còn tồn đọng". Ngược lại, phía Việt Nam cũng gửi gắm thông điệp đến Giáo hoàng, bày tỏ mong muốn ông căn dặn giáo dân Việt Nam rằng "Là giáo dân tốt trước hết phải là công dân tốt". |
| 5  | 2013 | 22–23 tháng 1          | Vương quốc Liên hiệp Anh và Bắc Ireland | Luân Đôn                | Chuyến thăm đánh dấu lần đầu tiên một Tổng Bí thư Đảng Cộng sản Việt Nam đến thăm Vương quốc Liên hiệp Anh và Bắc Ireland. Đồng thời, sự kiện này diễn ra trong bối cảnh kỷ niệm 40 năm thiết lập quan hệ ngoại giao giữa hai nước sau khi được nâng cấp lên Đối tác chiến lược cũng như tròn 100 năm Hồ Chí Minh cập bến Anh vào năm 1913. Ngay sau đó, Quốc vụ khanh Bộ Quốc phòng Anh John Astor cũng có chuyến thăm chính thức tới Việt Nam, đánh dấu chuyến thăm Việt Nam đầu tiên của một Quốc vụ khanh Bộ Quốc phòng. |
| 5  | 2013 | 25–27 tháng 6          | Thái Lan                                | Băng Cốc                | Chuyến thăm chính thức của ông Trọng đến Thái Lan được thực hiện theo lời mời của Thủ tướng Yingluck Shinawatra. Trong chuyến thăm, Việt Nam và Thái Lan đã nâng cấp quan hệ lên Đối tác chiến lược, đưa Thái Lan trở thành quốc gia Đông Nam Á đầu tiên mà Việt Nam thiết lập quan hệ ở cấp độ này. Ngoài ra, ông Trọng cũng được Đại học Thammasat trao tặng bằng Tiến sĩ danh dự ngành Chính trị. |
| 6  | 2013 | 11 tháng 4             | Cuba                                    | La Habana               | Chuyến thăm đầu tiên của ông Trọng tới Cuba trên cương vị Tổng Bí thư Đảng Cộng sản Việt Nam. Tại đây, ông đã có cuộc gặp gỡ với Bí thư thứ nhất Đảng Cộng sản Cuba Fidel Castro. Tháp tùng chuyến đi còn có sự góp mặt của Chủ tịch Quốc hội Nguyễn Sinh Hùng và Thủ tướng Nguyễn Tấn Dũng. |
| 7  | 2013 | 19–22 tháng 11         | Ấn Độ                                   | Mumbai                  | Trong chuyến thăm, Nguyễn Phú Trọng đã có cuộc gặp với Thủ tướng Manmohan Singh và đặt vòng hoa tưởng niệm tại tượng đài Mahatma Gandhi. Đồng thời, nhấn mạnh sự phát triển trong quan hệ đối tác chiến lược giữa hai nước và khẳng định cam kết tăng cường hợp tác trên nhiều lĩnh vực, đồng thời gặp gỡ cộng đồng người Việt tại Ấn Độ. |
| 8  | 2014 | 1–4 tháng 10           | Hàn Quốc                                | Seoul                   | Chuyến thăm được thực hiện theo lời mời của Tổng thống Hàn Quốc Park Geun-hye. Tại đây, ông Trọng đã có cuộc gặp với Thủ tướng Jung Hong-won, trong đó hai nước nhất trí thông qua Hiệp định thương mại tự do Việt Nam – Hàn Quốc. |
| 9  | 2014 | 23–26 tháng 11         | Nga                                     | Moskva                  | Đây là chuyến thăm đầu tiên của Nguyễn Phú Trọng tới Nga trên cương vị Tổng Bí thư Đảng Cộng sản Việt Nam, với mục tiêu củng cố quan hệ ngoại giao giữa hai nước. Theo tuyên bố chung, lãnh đạo hai bên nhất trí thúc đẩy hợp tác trên các lĩnh vực năng lượng, an ninh quốc phòng, giáo dục và khoa học công nghệ. Hai nước cũng cam kết tiếp tục phối hợp chặt chẽ trong các vấn đề quốc tế và khu vực, đồng thời nhấn mạnh tầm quan trọng của hòa bình, ổn định và phát triển bền vững tại Châu Á – Thái Bình Dương. Trong khuôn khổ chuyến thăm, Tổng Bí thư Nguyễn Phú Trọng đã mời Tổng thống Putin đến thăm Việt Nam, và lời mời này đã được chấp nhận.                                                          |
| 9  | 2014 | 26–28 tháng 11         | Belarus                                 | Minsk                   | Tại Belarus, Nguyễn Phú Trọng đã có các cuộc hội đàm với Tổng thống Alexander Lukashenko, Thủ tướng Mikhail Myasnikovich và Chủ tịch Hội đồng Cộng hòa Anatoly Rubinov. Chuyến thăm được thực hiện theo lời mời của Lukashenko. |
| 10 | 2015 | 7–10 tháng 4           | Trung Quốc                              | Bắc Kinh                | Chuyến thăm của Nguyễn Phú Trọng khởi đầu tại Bắc Kinh và kết thúc tại tỉnh Vân Nam. Trong chuyến thăm này, ông cũng có cuộc gặp với người đồng cấp Tập Cận Bình, qua đó hai bên khẳng định mối quan hệ Việt — Trung là "tài sản quý báu của hai đảng, hai nước, hai dân tộc". Cuộc hội đàm giữa hai nước kết thúc với việc ký kết một loạt thỏa thuận hợp tác trên các lĩnh vực tài chính, hạ tầng, văn hóa và tư pháp, nhằm thúc đẩy quan hệ song phương ngày càng sâu rộng hơn. |
| 11 | 2015 | 6–10 tháng 7           | Hoa Kỳ                                  | Washington, D.C.        | Chuyến thăm đánh dấu bước ngoặt trong quan hệ ngoại giao giữa Việt Nam và Hoa Kỳ, khi đây là lần hiếm hoi Hoa Kỳ tiếp đón người đứng đầu một Đảng Cộng sản. Đồng thời, đây cũng là lần đầu tiên Tổng Bí thư Đảng Cộng sản Việt Nam đặt chân đến Hoa Kỳ kể từ khi Chiến tranh Việt Nam chấm dứt. Trong khuôn khổ chuyến thăm, ngoài cuộc gặp với Tổng thống Barack Obama, ông Trọng còn có buổi gặp gỡ với gia đình cựu Tổng thống Bill Clinton. Theo chia sẻ từ Nhà Trắng, nội dung thảo luận giữa hai bên xoay quanh các vấn đề thương mại, nhân quyền và hợp tác quốc phòng. Trước đó, ông đã tiếp một nhóm nhỏ phóng viên từ phương Tây và chuẩn bị sẵn văn bản các câu trả lời cho những câu hỏi đã được đưa trước. |
| 12 | 2015 | 15–18 tháng 9          | Nhật Bản                                | Tokyo, Kanagawa         | Đây là chuyến thăm Nhật Bản đầu tiên của Nguyễn Phú Trọng trên cương vị Tổng Bí thư Đảng Cộng sản Việt Nam. Trong chuyến thăm, hai nước thống nhất thúc đẩy kết nối kinh tế trên cơ sở bổ trợ lẫn nhau, trong đó Nhật Bản cung cấp công nghệ và kinh nghiệm, còn Việt Nam sở hữu nguồn nhân lực dồi dào và thị trường tiềm năng. Ngoài ra, hai bên còn thảo luận về vấn đề an ninh. |
| 13 | 2016 | 24–26 tháng 11         | Lào                                     | Viêng Chăn              | Cuộc gặp đầu tiên giữa Nguyễn Phú Trọng với Tổng Bí thư, Chủ tịch nước Lào Bounnhang Vorachith, qua đó tái khẳng định cam kết của Việt Nam trong việc củng cố mối quan hệ đặc biệt và hợp tác toàn diện với Lào, cũng như thể hiện sự ưu tiên đặc biệt trong quan hệ giữa hai nước. |
| 14 | 2017 | 12–15 tháng 1          | Trung Quốc                              | Bắc Kinh                | Trong chuyến thăm, Tổng Bí thư, Chủ tịch nước Trung Quốc Tập Cận Bình đã tổ chức tiệc trà đón tiếp Nguyễn Phú Trọng tại Đại lễ đường Nhân dân. Nhân dịp này, Việt Nam cũng gửi lời mời Trung Quốc tham dự APEC Việt Nam 2017. |
| 15 | 2017 | 20–22 tháng 7          | Campuchia                               | Phnôm Pênh              | Chuyến thăm kéo dài hai ngày, đánh dấu mối quan hệ hữu nghị truyền thống giữa hai nước theo lời mời từ Quốc vương Norodom Sihamoni. Nhân dịp này, Việt Nam cũng tuyên bố tặng Campuchia một tòa nhà Quốc hội trị giá 25 triệu USD. |
| 16 | 2017 | 22–24 tháng 8          | Indonesia                               | Jakarta                 | Đây là chuyến thăm đầu tiên của Tổng Bí thư Đảng Cộng sản Việt Nam đến Indonesia kể từ khi đất nước thống nhất, trong đó hai nước cam kết tăng cường hợp tác trên nhiều lĩnh vực bao gồm cả quốc phòng. |
| 16 | 2017 | 24–26 tháng 8          | Myanmar                                 | Naypyidaw               | Chuyến thăm đầu tiên của Tổng Bí thư Đảng Cộng sản Việt Nam đến Myanmar kể từ chuyến thăm của Đỗ Mười vào năm 1997. Sau chuyến thăm, hai nước đã ký kết tổng cộng bốn văn kiện hợp tác. |
| 17 | 2018 | 25–27 tháng 3          | Pháp                                    | Paris                   | Pháp là quốc gia châu Âu đầu tiên mà Nguyễn Phú Trọng đến thăm trong nhiệm kỳ thứ hai của mình. Chuyến thăm diễn ra nhân dịp kỷ niệm 45 năm thiết lập quan hệ ngoại giao giữa hai nước và 5 năm nâng cấp lên quan hệ Đối tác chiến lược. Trong khuôn khổ chuyến thăm, tập đoàn Bouygues đã ký hợp đồng trị giá 1,5 tỷ euro để tài trợ và xây dựng một tuyến metro tại Hà Nội. |
| 17 | 2018 | 28–30 tháng 3          | Cuba                                    | La Habana               | Chuyến thăm diễn ra từ ngày 28 đến 30 tháng 3, ngay sau chuyến công du Pháp. Đây cũng là chuyến thăm đầu tiên của ông Trọng tới Cuba kể từ sau khi lãnh tụ Fidel Castro qua đời. Trong khuôn khổ chuyến thăm, ông đã được Trường Đại học Tổng hợp La Habana trao tặng bằng Tiến sĩ danh dự chuyên ngành Khoa học chính trị. |
| 18 | 2018 | 5–8 tháng 9            | Nga                                     | Sochi, Moskva           | Trong chuyến thăm thứ hai tới Nga, ông Trọng trở thành nhà lãnh đạo đầu tiên từ Đông Nam Á gặp Tổng thống Vladimir Putin ngay sau khi Putin tái đắc cử nhiệm kỳ mới. Nhân chuyến thăm, ông đã đặt vòng hoa tại Mộ chiến sĩ Vô danh và Tượng đài Hồ Chí Minh, đồng thời viếng thăm Lăng Lenin. Cuộc hội đàm giữa hai bên được đánh giá là diễn ra trong "bầu không khí tin cậy, cởi mở và hữu nghị truyền thống". |
| 18 | 2018 | 8–11 tháng 9           | Hungary                                 | Budapest                | Truyền thông Việt Nam đưa tin rằng chuyến thăm của ông Trọng đến Hungary nhằm khẳng định chủ trương của Việt Nam trong việc coi Hungary là đối tác truyền thống quan trọng hàng đầu tại Trung và Đông Âu. Nhân dịp này, hai nước cũng nâng tầm quan hệ lên đối tác toàn diện. |
| 19 | 2019 | 24–25 tháng 2          | Lào                                     | Viêng Chăn              | Trong chuyến thăm, ông Trọng đã có buổi trao đổi với Tổng Bí thư, Chủ tịch nước Lào Bounnhang Vorachith. Chuyến thăm được tổ chức theo nghi thức cao nhất dành cho nguyên thủ quốc gia. |
| 19 | 2019 | 25–26 tháng 2          | Campuchia                               | Phnôm Pênh              | Nguyễn Phú Trọng đã có cuộc hội đàm với Quốc vương Campuchia Norodom Sihamoni, đánh dấu chuyến thăm Campuchia đầu tiên trên cương vị Tổng Bí thư kiêm Chủ tịch nước Việt Nam. Khi xuống sân bay, ông đã được Bộ trưởng Cung điện Hoàng gia Kong Sam Ol và Phó Thủ tướng Men Sam An đón tiếp. |
| 20 | 2022 | 30 tháng 10–1 tháng 11 | Trung Quốc                              | Bắc Kinh                | Sau Đại hội Đảng Cộng sản Trung Quốc lần thứ XX, Nguyễn Phú Trọng là lãnh đạo nước ngoài đầu tiên thăm Trung Quốc và có cuộc gặp gỡ với Tổng Bí thư Đảng Cộng sản Trung Quốc, Chủ tịch nước Trung Quốc Tập Cận Bình. Trong chuyến thăm, ông Tập đã trao tặng ông Trọng Huân chương Hữu nghị và Huân chương Đối ngoại. |